# Что сказал покойник (телесериал)
«Что сказал покойник» — многосерийный фильм 1999 года режиссёра Игоря Масленникова, снятый на киностудии «Пеликан» по заказу телеканала «ТВ Центр» по одноименной книге Иоанны Хмелевской. Премьера состоялась 25 сентября 2000 года на канале «ТВЦ». Также сериал транслировался на телеканалах «ОРТ», «НТВ», «ТВС», «М1», «Москва Доверие», «ОТР»  и «REN-TV».

## Сюжет
Иоанна — польский архитектор, работающий по долгосрочному контракту в Копенгагене, женщина импульсивная и азартная. Однажды она посещает подпольный игорный клуб. Неожиданно её подзывает к себе незнакомый мужчина, и в этот момент начинается облава. В человека, позвавшего Иоанну, стреляют из пистолета, он смертельно ранен. Перед смертью он успевает сказать ей некий шифр. Это замечают неизвестные люди, после чего один из них, переодетый полицейским, усыпляет Иоанну хлороформом. Приходит в себя она уже в самолёте, который летит в Бразилию. Оказывается, что шифр, который сказал ей покойник, является указанием на место, где спрятан таинственный клад. Мафиози, захватившие её, пытаются узнать этот шифр. Героиня ведёт с гангстерами двойную игру, и, наконец, вступает в поединок с самим шефом мафиозной группировки. Женское обаяние и нестандартность творческого мышления Иоанны оказываются не меньшей силой, чем международный гангстерский синдикат.

## В ролях
| Актёр                                                 | Роль                                      |
| ----------------------------------------------------- | ----------------------------------------- |
| Марта Клубович (озвучивает Мария Овчинникова)         | архитектор Иоанна главная героиня, полька |
| Олег Табаков                                          | комиссар полиции Копенгагена Йенсен       |
| Олег Басилашвили                                      | шеф мафии                                 |
| Алексей Булдаков                                      | бандит «Патлатый»                         |
| Евгений Воскресенский                                 | бандит «Хромой»                           |
| Владимир Епископосян (роль озвучивал другой актер)    | бандит «Бородач»                          |
| Эва Шикульская (озвучивает Тамара Сёмина)             | Алиса подруга Иоанны из Копенгагена       |
| Малгожата Дрозд                                       | Янка подруга Иоанны из Варшавы, полька    |
| Яцек Борковский (озвучивает Владимир Антоник)         | Павел друг Иоанны из Парижа               |
| Мамука Кикалейшвили                                   | агент Интерпола Беркович                  |
| Ян Янковский (озвучивает Владимир Вихров)             | агент Интерпола «Блондин»                 |
| Елена Бутенко                                         | Мадлен                                    |
| Александр Домогаров                                   | «Головорез»                               |
| Евгений Герчаков                                      | Гвидо                                     |
| Станислав Микульский (озвучивает Александр Белявский) | полковник полиции Варшавы Едлина          |
| Александр Пашутин                                     | Робертс                                   |
| Виктор Вержбицкий                                     | Арне                                      |
| Вячеслав Гришечкин                                    | Гастон Мед                                |
| Владимир Ерёмин                                       | сожитель Иоанны                           |
| Валерий Хромушкин                                     | Симон                                     |
| Александр Романцов                                    | Питер                                     |
| Борис Каморзин                                        | сержант Якобсен                           |
| Сергей Степанченко                                    | громила имя не указано                    |
| Владимир Долинский                                    | экстрасенс мистер Чарльз                  |
| Игорь Мужжухин                                        | покойник Эрик                             |
| Андрей Бутин                                          | водопроводчик Густав                      |

Постановщик трюков: Игорь Новоселов

## Оценки и критика
- В 2002 году режиссёр сериала получил за этот фильм (и за ряд других снятых им фильмов) Государственную премию[1]
- Игорь Масленников получил приз за лучшую режиссуру на Шестом государственном фестивале «Виват кино России!»[2]